# Агрокомплекс имени Н. И. Ткачёва
АО фирма «Агрокомплекс» имени Н. И. Ткачёва (бренд «Агрокомплекс Выселковский») — российская агропромышленная компания, одна из лидирующих в стране по площади сельскохозяйственных земель, производству молока, сахара и мяса. Направления деятельности: животноводство, птицеводство, растениеводство, мясопереработка, производство кормов, товарное производство, внутренняя и экспортная торговля. Принадлежит семье бывшего губернатора Краснодарского края Александра Ткачёва (Н. И. Ткачёв — его умерший в 2014 году отец).

## История
Компания была основана в Краснодарском крае в 1993 году в результате слияния комбикормового завода с комплексом по откорму крупного рогатого скота. В 1994 году в состав комплекса вошёл Выселковский элеватор, в 1995 году — маслозавод и птицефабрика, в 1999 году — ряд зерновых предприятий. В 2003 году ассортимент производства пополнился фруктами и ягодами. В 2010 году началось развитие направления рисоводства.
После разгрома Цапковской ОПГ все земли в окрестностях Кущёвской, отобранные ОПГ у предпринимателей, достались «Агрокомплексу».
В сентябре 2022 года холдинг выкупил у агропромышленной группы Юг Руси 200 тысяч гектаров сельхозземель, теперь его земельный банк оценивается в 1,1 млн га, что делает Ткачева одним из самых крупных российских землевладельцев. Приобретенные угодья находятся в Краснодарском крае, Волгоградской и Ростовской областях. Сумма сделки, по мнению экспертов, лежит в диапазоне 20-30 млрд рублей.

## Продукция
В ассортименте Агрокомплекса — разнообразная продукция, изготовленная из собственного сырья: молочные изделия (включая детскую линейку), мясо (свинина, говядина, птица), мясные и прочие полуфабрикаты, колбасная продукция, консервация, бакалея, хлебобулочные, кондитерские изделия.

## Деятельность
По данным на начало 2017 года «Агрокомплекс» находился на 4 месте по площади сельскохозяйственных земель в России. Площадь сельскохозяйственных земель холдинга по состоянию на 2020 год достигает 668 тысяч га. В его составе — 29 сельскохозяйственных предприятий и свыше 700 фирменных торговых точек. Общее количество персонала — 42 тысячи человек. Экспортное направление включает мясо птицы, зерновые, сахар, сухой жом и патоку; поставки ведутся в Китай, Ливию, Иран, страны СНГ и Ближнего Востока, Турцию. Ежегодный объем зерновых культур — 1,8 млн тонн, риса — около 200 тысяч тонн. Площадь посева сахарной свеклы и сои — свыше 40 тысяч га. Холдинг занимает вторую позицию в России по производству коровьего молока, пятую — по сахару и шестую — по мясу (в 2015 году — 12-е место).
В 2019 году запущено производство сыра «Сыры Кубани».
В 2020 году в Славянске-на-Кубани запущен завод переработки сои для получения соевых компонентов кормов мощностью до 100 тыс тонн в год.
Агрокомплекс стал первым в рейтинге крупнейших землевладельцев 2022 года по версии журнала Forbes. Площадь земель в управлении — 660 га, стоимость — 152,1 млрд рублей. Выручка компании — 57,3 млрд рублей. До этого холдинг с 2016 года входил в список 200 крупнейших частных компаний России.
Осенью 2023 года Агрокомплекс имени Н. И. Ткачёва приобрел 100% производителя зерновых ООО «Мирагро», которому принадлежало 7,5 тыс га земель в одном из самых плодородных районов Краснодарского края — Курганинском. На май 2023 года «Агрокомплекс им. Н.И. Ткачева» — второй в рейтинге крупнейших владельцев сельхозземель в России по версии BEFL. С 1,104 млн га земель он уступает только «Мираторгу» (1,105 млн га).

## Руководство
Должность генерального директора компании занимает Евгений Николаевич Хворостина. Различные направления деятельности холдинга курируют заместители генерального директора: по перспективному развитию, внутреннему контролю и аудиту, пищевому производству, персоналу, строительству и прочим вопросам.

## Ребрендинг
В 2020 году компания провела ребрендинг, изменив название бренда с «Агрокомплекс» на «Агрокомплекс Выселковский». Ребрендинг провела интегрированная команда специалистов BBDO Branding и креативного агентства Instinct. Специалисты ориентировалась на тренды: простоту и натуральность, локальность и продуктовый патриотизм, а также на преимущества, которые даёт холдингу полный цикл производства. Результатом стала концепция «Благодать Юга в каждый дом» с основным сообщением «Гордость Юга» и слоганом «Выращено на здоровье».